# Jardín de las plantas de Avranches
El Jardín de las plantas de Avranches (en francés: Jardin des plantes d'Avranches, también leJardin botanique d'Avranches) es un jardín botánico y parque de propiedad municipal de 3 hectáreas de extensión de Avranches,  departamento de Mancha, Francia. Está abierto al público en durante todo el año y sin pagar ninguna tarifa de visita.
Este jardín botánico fue inscrito en 1944 como Monumento histórico de Francia.

## Historia

### Recinto de un monasterio
En 1618, los benefactores cedieron tierras a los monjes capuchinos que establecieron allí su recinto, su capilla y edificios monásticos, estableciendo así su convento. Establecieron huertos y jardines de paseo.
Los monjes se dispersaron en 1791 durante la Revolución francesa.

### Jardín de la Escuela Central del departamento
Tras la nacionalización de los bienes del clero, su recinto fue confiado a Perrin, profesor de historia natural para la implementación de sus cursos en la Escuela Central del departamento instalada en el antiguo colegio de Avranches contiguo. Una ley de educación pública, promulgada por la Convención Nacional ( 1792 - 1795 ) puso a disposición de la Escuela Central el huerto « des ci-devants Capucins » . El lugar cubre 7 yardas y 22 postes.
Fue diseñado por Jean-Pierre Le Chevallier, profesor de historia natural en la "École Centrale", y Louis Bonami Dubuisson, quien es el primer curador de este jardín.  En 1799, la escuela central del departamento transformó el anexo. El jardín ya tiene "108 especies de plantas de exterior e invernaderos". En ese momento se plantó un cedro del Líbano.
Desde 1800, los botánicos Jean-Pierre Le Chevallier y René Le Berriays reunieron 800 especies y cerca de 2.400 plantas. Son los creadores de Louise-Bonne d'Avranches, una variedad de pera.

### Jardín botánico del nuevo colegio
La salida de la Escuela Central a finales de 1803 marcó el final de las actividades científicas, pero dejó a la ciudad con un jardín botánico en crecimiento. Bonamy enseña a los estudiantes en la nueva universidad.
En 1842, la Sociedad Arqueológica de Avranches hizo instalar allí el portal románico de la antigua capilla de "Saint-Georges de Bouillé" procedente de un lugar llamado "Val-Saint-Père".
Arsene batalla , el jardinero jefe en la primera mitad del siglo XIX tiene la mejor colección de Pelargonium existente en Francia.
En particular, camelias, magnolias, hortensias, una rosa china y los primeros rododendros importados de la isla de Java (Indonesia).
En 1864, Léon Besnou reorganizó el jardín, etiquetó todas las plantas y elaboró un catálogo.

### Jardín de placer simple
El jardín estuvo en peligro de desaparecer a finales del siglo XIX, cuando el Ayuntamiento decidió en 1882 la eliminación del jardín botánico para reemplazarlo por césped y arbustos.
En 1892, hubo un cambio radical, el nuevo curador Romain Blouet se encargó de repensar todo y crear un jardín que sería el orgullo de la ciudad. Tenía caminos sinuosos, e instalados un aviario y un estanque con peces de colores. 
El jardín de las plantas inspiró a Victor Hugo ( 1836 ), Stendhal ( 1837 ), Paul Féval ( "La Fée des grèves", 1850 )  y Guy de Maupassant ( "Le Horla", 1886 ).
El sitio fue clasificado como Monumento Histórico en mayo de 1944.
Los bombardeos del verano de 1944, durante la lucha por la Liberación, destruyeron el antiguo convento de los capuchinos.
El "Jardin des Plantes" se amplió en 1966. Ahora está adornado con elementos acuáticos.
En la década de 1980, cada tarde de verano una voz invita a los visitantes a dar un paseo con una vista única de la bahía del Mont-Saint-Michel.
Las tormentas de 1987 y 1999 causaron grandes daños a este frágil jardín. El cedro del Líbano y el laurel Sassafras son las pérdidas más importantes.
En 2005, fue rehabilitado como parte de la operación “Gran sitio” de "Mont-Saint-Michel".

## Colecciones vegetales
El jardín en sus 3 hectáreas ofrece a los visitantes un paseo con jardín con flores en todas las estaciones. Cada año, alrededor de 200.000 personas visitan el jardín.
Tiene muchos árboles notables (secuoya gigante, cephalotaxus irlandés, árbol "desesperación de los monos", árbol con cuarenta copas o ginko biloba, cedro del Himalaya, etc.), flores fantásticas y parterres de mosaicultura.
El jardín está organizado en territorios: los jardines de camelias, hortensias, magnolias, rododendros, azaleas, tilos, arces, la cuenca de las gunneras, el páramo de brezos, el prado de cerezos en flor y el banco de frutas y el cementerio de las Ursulinas.
En el jardín se puede aprender a mantener árboles y cultivar frutas.

## Curiosidades del jardín botánico
- Portal románico: de la capilla de Saint-Georges-de-Bouillé, ubicada en Val-Saint-Père , se instaló en el jardín en 1843, por iniciativa de la Sociedad Arqueológica de Avranches. Fue catalogado como Monumento Histórico en 1937.
- Frontal: este afrontamiento proviene de la antigua abadía de Moutons. Fue instalado en 1935. Está incluido en los monumentos históricos.
- El cementerio de las Ursulinas y el portal del antiguo convento de los capuchinos.
- Mesa de orientación: la primera mesa, en lava vertida, fue ofrecida en 1907 por el "Touring Club de France". Este lo reemplazó en 963.
- Pajarera: fue construida en 1912, luego removida en 1933 para ser reemplazada por una pileta con chorro de agua construida en 1934.
- Allée Paul-Féval: es el callejón transversal del jardín. Desde 1925 honra al novelista, autor de "La Fée des Grèves", amigo de Avranches y visitante habitual de la ciudad  .
- La Hija del Viento: escultura realizada por Fabienne Campelli en la secuoya derribada por la tormenta "Lothar" del 26 de diciembre de 1999.
- Monumento en memoria de Désiré Lerouxel, combatiente de la resistencia durante la ocupación alemana.
- El Ginko biloba o árbol de cuarenta copas, ya catalogado por Léon Besnou en 1864.

Detalles
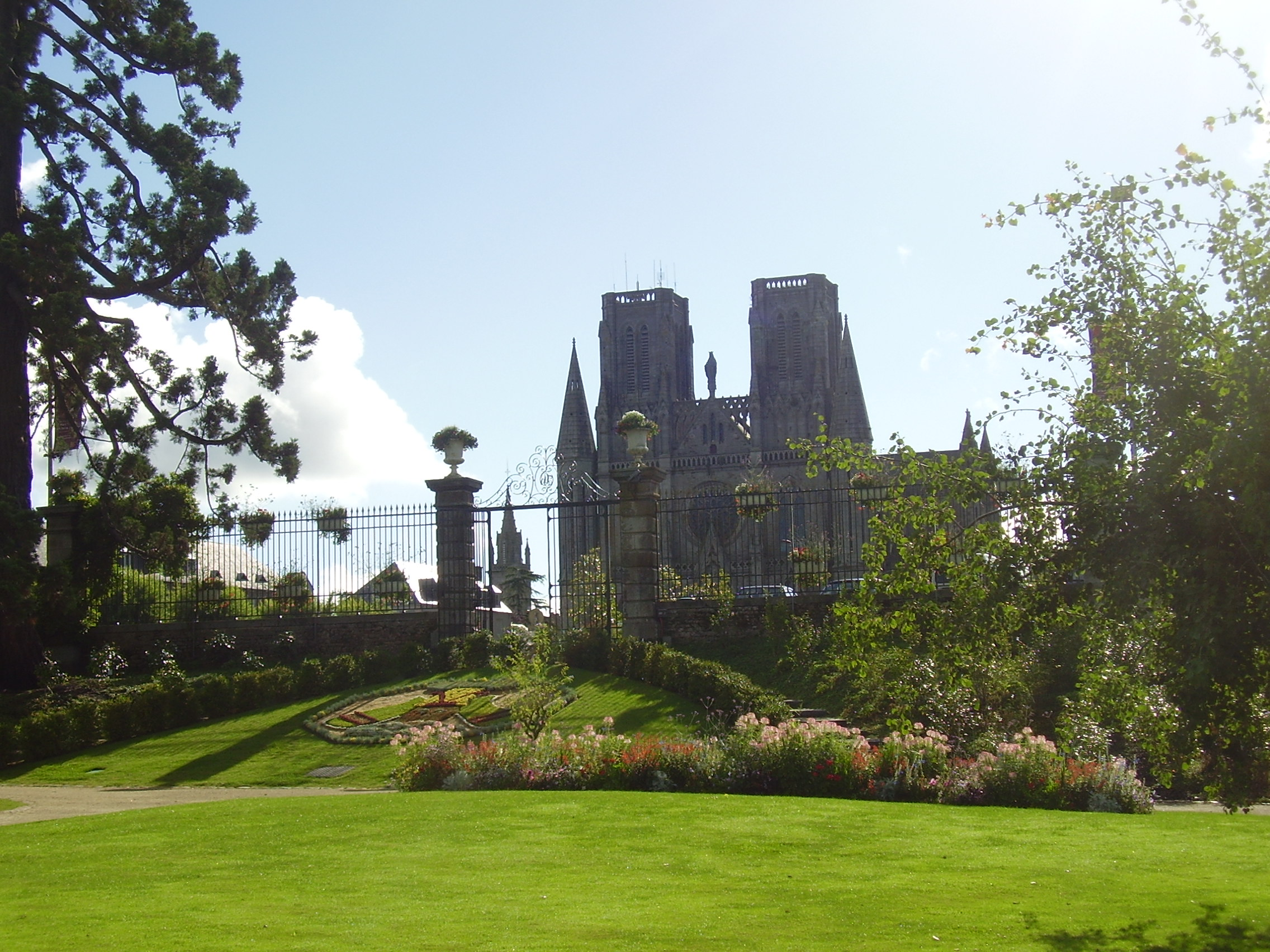
Vista de la iglesia de "Notre-Dame", desde el Jardin des Plantes.
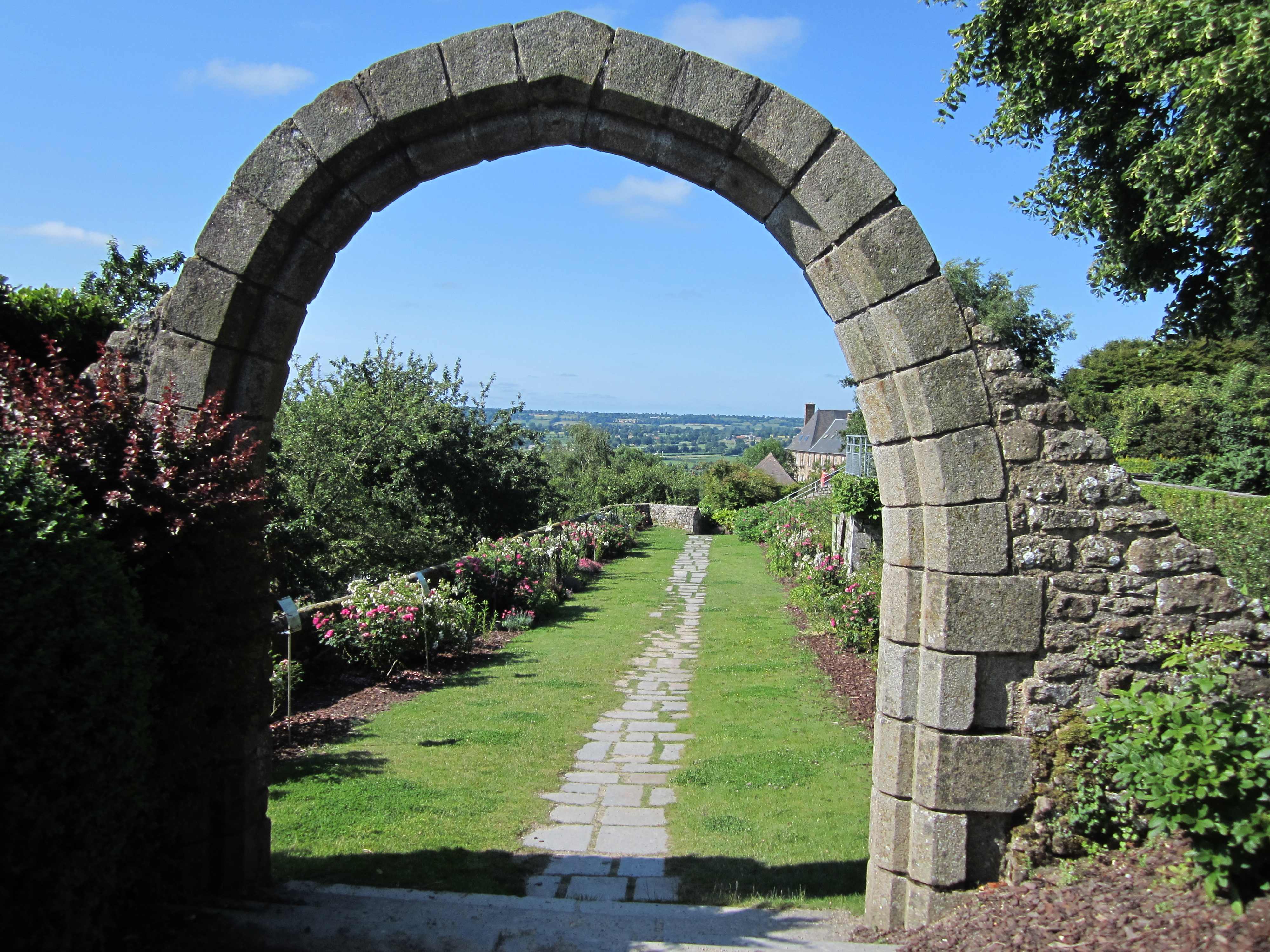
Portada del cementerio de las Ursulinas.
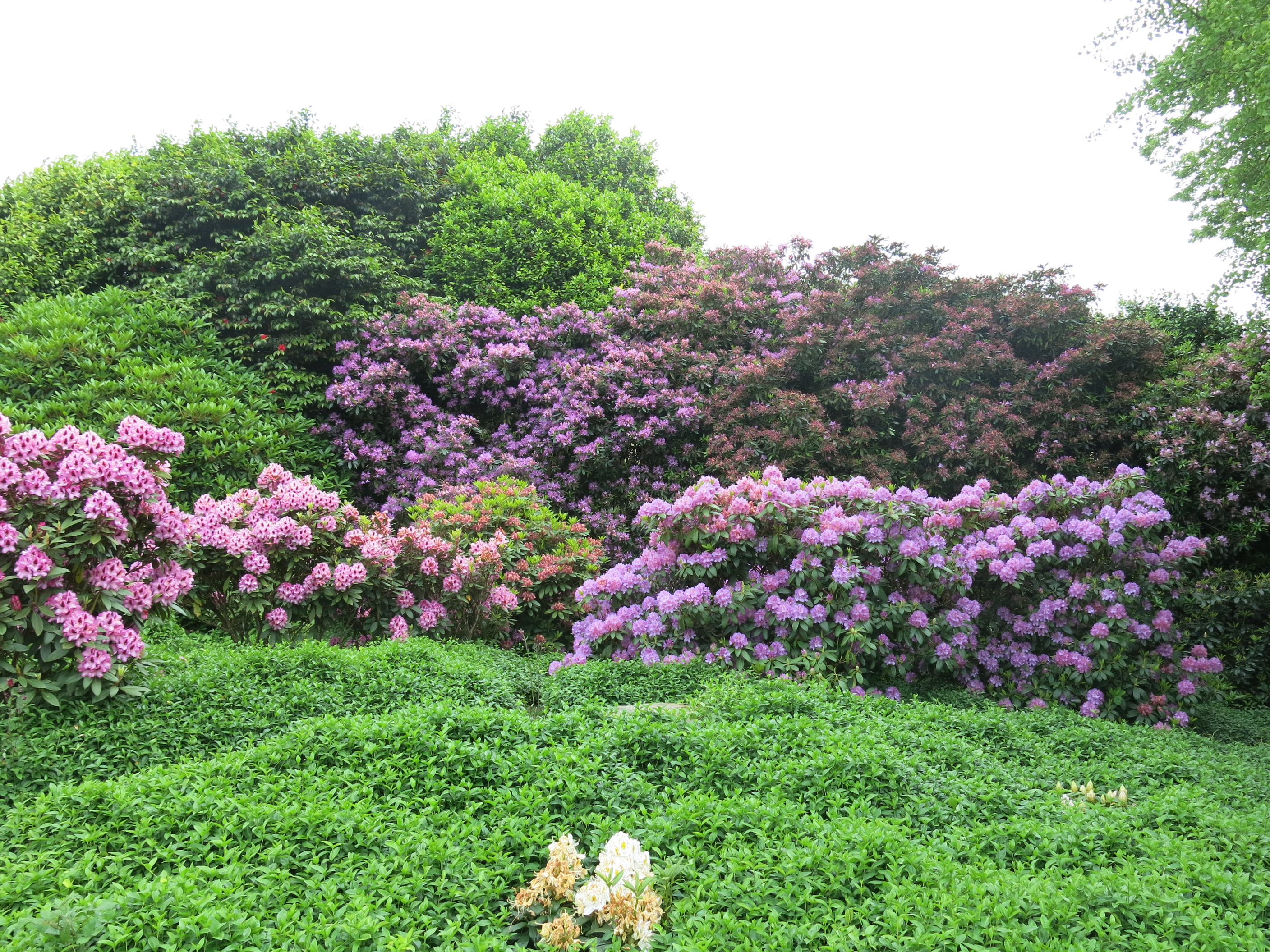
Rhododendrons (jardin des Plantes d'Avranches).
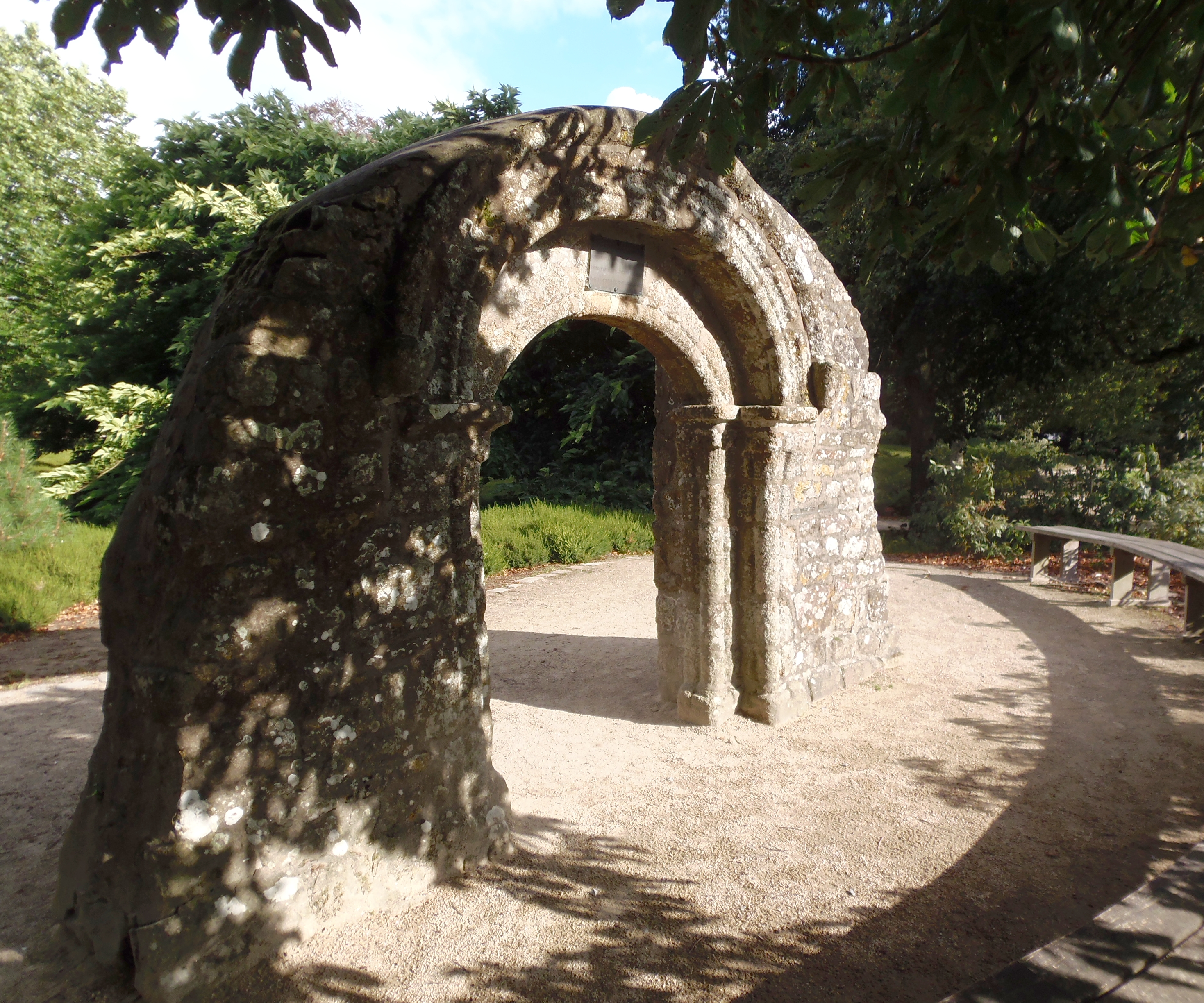
Portail de Chapelle St Georges Bouille.
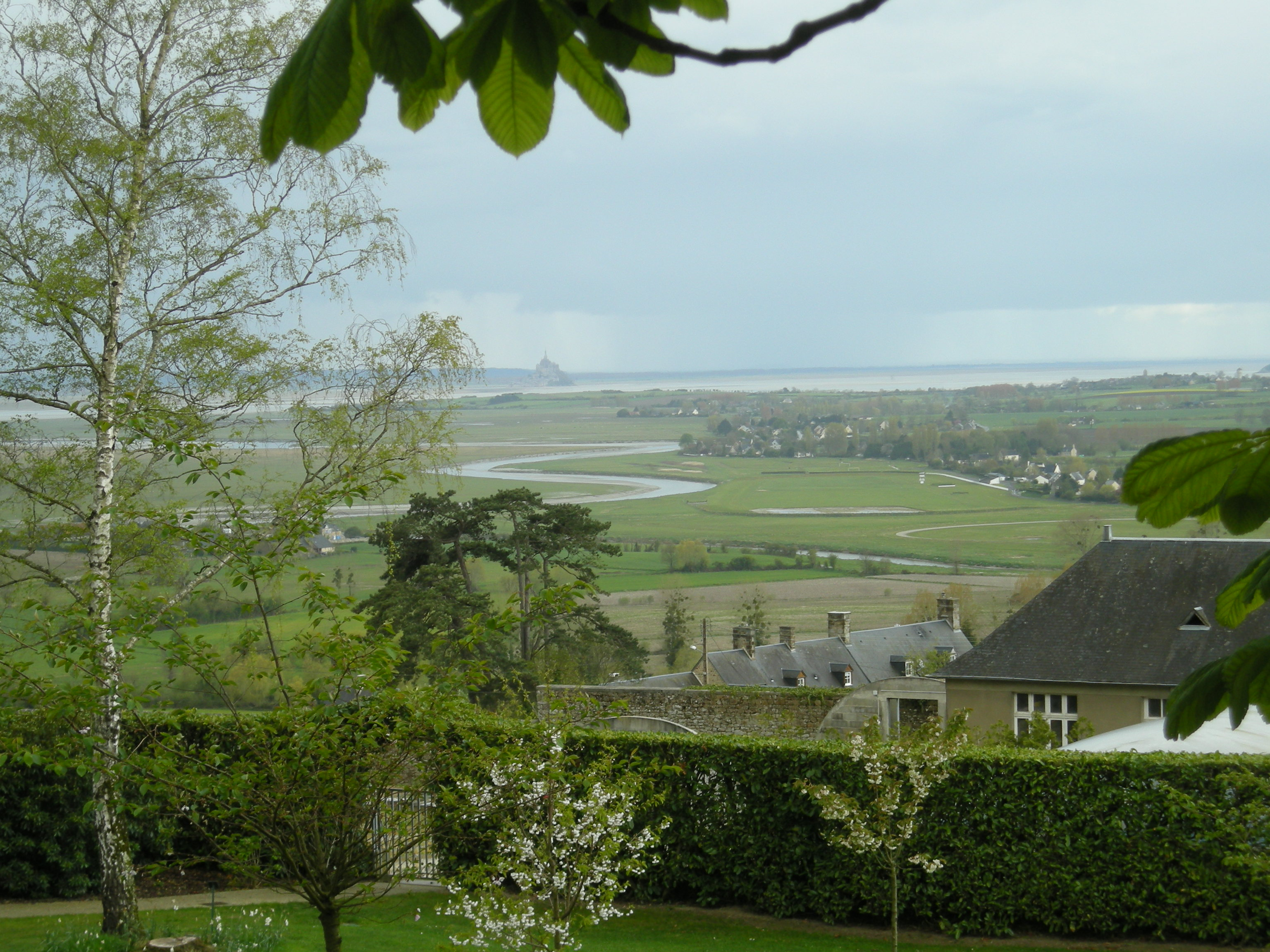
Vista al fondo del Mont-Saint-Michel, desde el Jardin des Plantes.